# Südgermanische Gottheiten
Liste der südgermanischen Gottheiten und mythischen Helden: Balder, Donar, Fol, Folla,  Fositae, Fricco, Frîja, Gaus, Hathagât, Hirmin, Iring, Saxnôte, Sinthgunt, Sunna, Wieland, Wodan/Wuotan, Wurth, Zîu. Nicht bezeugt, aber oft in der Literatur erwähnt, sind *Ôstara, *Frô. Dazu gesellen sich noch weitere Pseudogottheiten wie Cisa, Krodo oder Stuffo, die von der Forschung verworfen werden.
Zu den Südgermanen zählen in der Ethnographie allgemein – von Süd nach Nord – Langobarden, Alemannen, Bajuwaren, Thüringer, Franken, Sachsen und Friesen.

## Germanische Gottheiten in der frühmittelalterlichen Überlieferung

### Balder
Im zweiten Merseburger Zauberspruch genannt, wo er eventuell als Glosse hineingeraten ist. Als Personenname ist Paltar überliefert.
Diskussion: Wolfgang Beck kommt nach einer Neubewertung der Merseburger Zaubersprüche zum Schluss, dass Phol, Wodan und Balder verschiedene Gestalten sind. Siehe auch Fol.

### Donar
Donnergott. Sein Name erscheint auf der Nordendorfer Runenspange als Wîgi-Þonar (ᚹᛁᚷᛁᚦᛟᚾᚨᚱ; „Kampf-Donner“ oder „Weihe-Donner“), in der altsächsischen Abschwörungsformel als Thunaer und in einem Brief in Versform  an Karl den Großen von Paulus Diaconus: Thonar. Interessant sind zwei althochdeutsche, schwer deutbare Zaubersprüche gegen Fallsucht (Parisersegen 1; St. Emmeraner Segen = Contra caducum morbum). Die Segen beginnen mit den Worten: Donerdutigo dietewigo bzw. Donerdutiger dietmahtiger. Hier liegt vermutlich ein altheidnischer Anruf des Donnergottes vor: „Donar Vertrauter, des Volkes Kämpfer (oder Weiher)!“ Als Personenname sind Albthonar, Donarpreht, Donarad und as. Thunerulf überliefert. Bekannt ist die Donareiche (Quercus robur iovis) bei Geismar, die von Bonifatius gefällt wurde. Aus dem Holz wurde eine Kapelle für St. Petrus errichtet.
Diskussion: Die germanischen Götter gingen teilweise in christlichen Heiligen ein. Einige Versionen der altdeutschen Pferdesegen zeigen, dass Wodan in St. Michael und Fol in St. Stefan. aufgegangen sind, während Donar im Heiligen Petrus weiterlebt, der ja noch heute für das Wetter zuständig ist. Aber lokal können auch andere Heilige eingetreten sein.

### Fol
Nur im zweiten Merseburger Zauberspruch überliefert als Phol. Dieser Gott begibt sich zusammen mit Wôdan in den Wald, um den verletzten Fuß von Balders Fohlen wieder einzurenken. Mehrere Göttinnen beschwören das Pferd. Schließlich macht sich  Wôdan ans Werk, der „es wohl konnte“.
Diskussion: Fol und Folla entsprechen nach den heutigen Ansichten dem nordischen Götterpaar Freyr und Freyja, Gottheiten der Fruchtbarkeit. So bedeutet der Name Folla auch „Überfluss“. Eine Gleichsetzung von Fol mit dem nordischen Balder. wie die ältere Forschung behauptete, ist durch den Zauberspruch nicht zwingend.

### Folla
Nur im zweiten Merseburger Zauberspruch überliefert als Uolla, Schwester der Friia. Diese Göttin wird auch in der Edda genannt, als Fulla und ist dort Dienerin der Göttin Frigg, der nordischen Entsprechung von Frîja.

### Fricco
In einem Capitulare des Jahres 802 von Karl dem Großen werden die Strafmaße für Unzucht festgelegt, wobei diese Praktiken umschrieben werden mit „wie sie Fricco als erster ausübte“. Da nun Adam von Bremen in seinem Beschrieb über den Tempel in Uppsala den dort verehrten Fruchtbarkeitsgott Fricco nennt und dieser mit einem gewaltigen Priapos dargestellt wird, dürfte Fricco der Name des sächsischen Fruchtbarkeitsgottes gewesen sein.
Diskussion: Die Gründungsage des Klosters Freckenhorst deutet darauf hin, dass dort einst ein Heiligtum von Fricco und möglicherweise seiner Schwester, gestanden hatte: Der Schweinehirt Freckyo trieb die Schweine seines  Herrn Evverwordus („Eberward“) in den Wald und sah ein mysteriöses Licht, wo letztere dann ein Kloster errichtet und es nach seinem Diener benannt. In der skandinavischen Mythologie reitet der Gott Freyr auf einem Eber.

### Frîja
In der Sage vom Ursprung der Langobarden, wird Frea, die Frau Wodans, von den Brüdern Ibor und Agio auf Anraten ihrer Mutter Gambara um Sieg im Kampf gegen die Wandalen angebetet. Frea überlistet ihren Mann, so dass er den Langobarden den Sieg verleiht. Im zweiten Merseburger Zauberspruch versucht Friia zusammen mit ihrer Schwester Volla das gestürzte Fohlen zu heilen. Die sogenannte zauberkundige Göttin auf fünf Brakteaten (Welschingen, Südwestdeutschland, Oberwerschen, Großfahner) dürften nach Ausweis des Brakteatenhortes von Gudme auf Fünen (Dänemark) die Göttermutter Frîja darstellen.
Nachleben: In Norddeutschland lebt eine Sagengestalt Fru Freke weiter. Der Name ist nicht etwa eine Form von aisl. Frigg, sondern Verkleinerungsform von Frîja, so wie dort Wôdan als Wedke weiterlebt.

### Saxnôt
Nur in der altsächsischen Abschwörungsformel genannt. Seine Funktion ist unbekannt und Meinungen der Forschung gehen auseinander. Bei den Angelsachsen trägt ein Sohn von Wóden den Namen Saxnéat. Der Name bedeutet „Schwertgenosse“.

### Sinhtgunt
Im Merseburger Zauberspruch die Schwester von Sunna.
Diskussion: Die Deutungen der Göttin divergieren. Ob sie als Schwester der Sonnengöttin zwangsläufig eine Mondgöttin sein muss, ist fraglich, zumal im Germanischen der Mond stets als männlich gedacht wird, siehe Máni.

### Sunna
Sonnengöttin. Nur im zweiten Merseburger Zauberspruch zusammen mit ihrer Schwester Sinhtgunt genannt.

### Wodan/Wuotan
Hauptgott. Er ist der bestbezeugte Gott, dennoch bleibt sein Wesen unklar und kann eigentlich nur durch Vergleich mit dem nordischen Odin begriffen werden. In der langobardischen Sage wird Wodan / Gwodan von den Wandalen um Sieg gebeten, verleiht ihn aber durch Überlistung seiner Frau Frea den Langobarden. Diese Sage ist in mehreren Fassungen überliefert, so in der Origo gentis Langobardorum, bei Gottfried von Viterbo, dem Dänen Saxo Grammaticus und beim langobardischen Gelehrten Paulus Diaconus. Letzterer verfasste auch ein Gedicht über einen dänischen König, worin er die Götter Waten und Thonar nennt. Die Namensform entspricht am ehesten der alemannischen Form Woatan, das als Personenname überliefert ist (neben Wôtan und Wuotan).
Die Vita Columbani berichtet von einem Bieropfer, das die Bewohner am Bodensee bei Bregenz dem Wodan darbringen. Erwähnt ist der Gott auch auf der Runenspange von Nordendorf: (ᚹᛟᛞᚨᚾ) hier zusammen mit Wîgi-Þonar. Ob der in der gleichen Inschrift genannte logathore (ᛚᛟᚷᚨᚦᛟᚱᛖ) einen Gott bezeichnet oder eher mit „Lügenbold“ zu übersetzen ist, bleibt umstritten. Ähnlich wird in einer alemannischen Glosse Wôtan mit „tyrannus, herus malus“ übersetzt. Im zweiten Merseburger Zauberspruch tritt er als fähiger Magier auf, der ein verletztes Pferd heilt. Als die Sachsen bekehrt wurden, mussten sie nach dem sächsischen Taufgelöbnis den Göttern „Thunaer, Uuoden und Saxnote und all jenen Unholden, die ihre Genossen sind“ abschwören. Umstritten in der Echtheit ist die Runenspange von Kärlich, die die Inschrift „Wodani hailag“ (ᚹᛟᛞᚨᚾᛁ ᛡᚨᛁᛚᚨᚷ) („Dem Wôdan heilig“) trägt. Dagegen ist das Runensteinchen von Arguel (s. v. Besançon) bestimmt eine Fälschung. Der Gott ist offensichtlich auch auf den Brakteaten von Daxlanden und Aschersheim abgebildet.
Nachleben: Bekannt sind die Sagen vom Wütenden Heer oder der Wilden Jagd. Erstmals belegt im hochmittelalterlichen Nachtsegen aus München, wo von Wutanes her und alle sine man gesprochen wird.

### Zîo
Der Name ist nur als Name der ᛠ-Rune überliefert, eine Variation der alten ᛏ-Rune. Enthalten ist er im Namen des Dienstags, ahd. ciestag und heute noch alemannisch Ziischtig. Als Personenname kennen wir ein Ziolf („Zîo-Wolf“).
Diskussion: Ob der Völkername Cyuuari Suuapa auf den Gott zurückgeht, bleibt fraglich, wahrscheinlicher ist eine Verschreibung von *Raetiwari d. i. „Bewohner von Rätien“.